# 王乙康
王乙康 （英語：Ong Ye Kung，1969年11月15日—），閩南裔新加坡華人、政治人物，人民行動黨黨員，歷任教育部代部長兼國防部高級政務部長、教育部長及國防部第二部長及交通部長等等。現任新加坡國會三巴旺集選區議員、新加坡衛生部長。
他在2015年新加坡大選時代表人民行動黨當選國會議員，並在之後與黃志明一同擔任教育部代部長，他專責高等教育及技能相關事務，以及兼任國防部高級政務部長。2016年，他再與黃志明一同升任新加坡教育部長，並持續負責高等教育及技能，以及兼新加坡國防部第二部長。2018年，內閣改組後，卸下國防部第二部長的職務，僅擔任合二為一的教育部長。2020年新加坡大選後，王乙康轉任交通部長。2021年，基於COVID-19危機未解除，新加坡潛在第四代領導人、副總理兼財政部長王瑞杰在四月宣布放棄角逐總理，總理李顯龍宣布改組內閣，王乙康轉任衛生部長，亦同時兼任跨部門抗疫工作小組組長。王乙康與陳振聲、黃循財等人被視為第四代班子核心人物。

## 教育
王乙康在海星中学和莱佛士初级学院接受教育，之后前往伦敦政治经济学院，并于1991年获得经济学学士学位。1999年，他在瑞士洛桑的国际管理学院获得工商管理碩士。

## 政治生涯
2015年新加坡大選時王乙康代表人民行動黨在三巴旺集選區當選國會議員。大選後他與黃志明做為內閣新面孔擔任教育部代部長，黃志明負責學校相關事務，而他專責高等教育及技能相關事務並兼任國防部高級政務部長。
2016年，王乙康與黃志明一同從教育部代部長升任為教育部長並負責高等教育及技能相關事務。同年8月29日他受新加坡金融管理局委任為董事。
2018年4月24日，新加坡總理李顯龍宣布新加坡內閣改組，改組後王乙康仍然擔任教育部長，不過從原先與黃志明共同掌管教育部改為由他一人擔任唯一的教育部長，此外他也被視為總理接班人的熱門人選之一。同年11月11日，人民行動黨進行中央執行委員會改選，他獲選為中央委員。
2019年，王乙康宣布中学分流制度取消，取而代之的是科目分班制。
2020年7月25日，总理李显龙宣布王乙康从同年7月27日起接替即将从政坛退休的许文远担任交通部长，其教育部长一职则由原国家发展部长黄循财继任。
2021年，李顯龍總理團隊改組，王乙康轉任衛生部長。

## 特殊紀錄
2018年北韓美國高峰會期間，王乙康與新加坡外交部長維文一同陪伴北韓領導人金正恩參觀新加坡，維文事後在臉書上傳三人的合照。